# Apt (quận)
Quận Apt là một quận của Pháp, nằm ở tỉnh Vaucluse, ở Provence-Alpes-Côte d'Azur. Quận này có 6 tổng và 56 xã.

## Các đơn vị hành chính

### Các tổng
Các tổng của quận Apt là: 
1. Apt
2. Bonnieux
3. Cadenet
4. Cavaillon
5. Gordes
6. Pertuis

### Các xã
Các xã của quận Apt, và mã INSEE là: 
| 1. Ansouis (84002)                 | 2. Apt (84003)                        | 3. Auribeau (84006)                    |
| 4. La Bastide-des-Jourdans (84009) | 5. La Bastidonne (84010)              | 6. Beaumettes (84013)                  |
| 7. Beaumont-de-Pertuis (84014)     | 8. Bonnieux (84020)                   | 9. Buoux (84023)                       |
| 10. Cabrières-d'Aigues (84024)     | 11. Cadenet (84026)                   | 12. Caseneuve (84032)                  |
| 13. Castellet (84033)              | 14. Caumont-sur-Durance (84034)       | 15. Cavaillon (84035)                  |
| 16. Cheval-Blanc (84038)           | 17. Cucuron (84042)                   | 18. Gargas (84047)                     |
| 19. Gignac (84048)                 | 20. Gordes (84050)                    | 21. Goult (84051)                      |
| 22. Grambois (84052)               | 23. Joucas (84057)                    | 24. Lacoste (84058)                    |
| 25. Lagarde-d'Apt (84060)          | 26. Lauris (84065)                    | 27. Lioux (84066)                      |
| 28. Lourmarin (84068)              | 29. Maubec (84071)                    | 30. Mirabeau (84076)                   |
| 31. La Motte-d'Aigues (84084)      | 32. Murs (84085)                      | 33. Ménerbes (84073)                   |
| 34. Mérindol (84074)               | 35. Oppède (84086)                    | 36. Pertuis (84089)                    |
| 37. Peypin-d'Aigues (84090)        | 38. Puget (84093)                     | 39. Puyvert (84095)                    |
| 40. Robion (84099)                 | 41. Roussillon (84102)                | 42. Rustrel (84103)                    |
| 43. Saignon (84105)                | 44. Saint-Martin-de-Castillon (84112) | 45. Saint-Martin-de-la-Brasque (84113) |
| 46. Saint-Pantaléon (84114)        | 47. Saint-Saturnin-lès-Apt (84118)    | 48. Sannes (84121)                     |
| 49. Sivergues (84128)              | 50. Taillades (84131)                 | 51. La Tour-d'Aigues (84133)           |
| 52. Vaugines (84140)               | 53. Viens (84144)                     | 54. Villars (84145)                    |
| 55. Villelaure (84147)             | 56. Vitrolles-en-Lubéron (84151)      |                                        |